# Heterocerus sichuanensis
Heterocerus sichuanensis is een keversoort uit de familie oevergraafkevers (Heteroceridae). De wetenschappelijke naam van de soort is voor het eerst geldig gepubliceerd in 2003 door Mascagni.